# Seleção Maldiva de Futebol Feminino
A Seleção das Maldivas de Futebol Feminino representa as Maldivas nas competições de futebol feminino da FIFA.